# 764
764 (DCCLXIV) fue un año bisiesto comenzado en domingo del calendario juliano, en vigor en aquella fecha.

## Acontecimientos
- El Hyakumanto Darani, un documento en japonés, fue publicado y es considerado el primer texto impreso de la historia.
- Domenico Monegario es depuesto, después de que el papa Paulo I exigiera donaciones a Venecia. Monegario es cegado y exiliado y  es sucedido por Maurizio Galbaio lo sucede como el séptimo dux de Venecia.
- De acuerdo a Teófanes el Confesor, icebergs flotan pasando por Constantinopla desde el Mar Negro. (fecha aproximada)
- El conde franco Cancor funda la Abadía de Lorsch.